# Random (Fuhrwerk)

Schematischer Aufbau der Anspannung

Als Random bezeichnet man ein von drei Pferden oder anderen Zugtieren gezogenes, meist einachsiges Fahrzeug (Karre), bei dem die Tiere hintereinander angespannt sind. Werden die Tiere nebeneinander angespannt, spricht man von einer Troika.
Das Vorderpferd sollte leichter und eleganter sein als das direkt vor der Karre zwischen den Anzen gehende Gabelpferd. Üblicherweise trägt das Gabelpferd ein Kumt, während Mittel- und Vorpferd meist mit Brustblattgeschirr ausgestattet sind. Der größte Teil der Zuglast wird vom Gabelpferd übernommen.
Tandem- und Randomanspannung kommen aus England und haben gegenüber nebeneinander gehenden Pferden den Vorteil, dass mit ihnen auch sehr schmale Wege befahrbar sind. Aufgrund der ungleichen Zuglastverteilung werden (wie auch beim sechsspännigen Fahren) die vorne gehenden Pferde kaum belastet und stehen nach der Fahrt als ausgeruhte Reitpferde zur Verfügung. Tandem- und Randomanspannung wurden aus diesem Grund auch häufig bei Jagden genutzt: Am Ziel angekommen, wurden die Vorderpferde für die Jagd gesattelt. Neben diesen rein praktischen Vorteilen wirkt die Randomanspannung elegant und repräsentativ und zeigt neben den gut zur Wirkung kommenden Pferden auch das Können von Fahrer und Zugtieren.
In Randomanspannung wird fast immer eine einachsige Gig mit sehr großen Rädern gefahren.
Die Randomanspannung ist schwerer zu fahren als ein Sechsspänner: Sie stellt hohe Ansprüche an das Können des Kutschers und der Pferde. Sie wird heute fast nur noch zu Showzwecken gefahren.